# Magnus von Levetzow
Magnus Otto Bridges von Levetzow (né le 8 janvier 1871 à Flensbourg et mort le 13 mars 1939 à Berlin ) est un contre-amiral allemand ainsi qu'un homme politique (NSDAP) et un officier de police.

## Biographie

### Origine
Magnus est le fils de Kay Diederich Franz von Levetzow (1835-1899), gentilhomme de la chambre danois et bailli prussien de Hardes, et de son épouse Maria, née von Hedemann (1839-1926).

### Empire
Levetzow suit l'enseignement de tuteurs privés à Gravenstein dans le Schleswig jusqu'en 1880. Il étudie ensuite aux lycées de Roskilde et de Copenhague jusqu'en 1885, puis l'école d'érudition Saint-Jean de Hambourg jusqu'en 1889.
Le 13 avril 1889, Levetzow rejoint le corps des cadets de la marine impériale. En 1893, il réussit l'examen d'officier de marine. Au cours des six années suivantes, il est employé comme officier de navire dans les eaux intérieures et outre-mer (au large de l'Afrique de l'Est). De 1899 à 1901, Levetzow est adjudant de la division navale de Wilhelmshaven. De 1900 à 1902, il reçoit une formation complémentaire à l'Académie navale. Il sert ensuite comme officier d'état-major d'amiral (chef d'état-major) de la division des croiseurs à la station est-américaine. De 1903 à 1906, Levetzow est à l'état-major de l'amiral à Berlin et officier d'état-major de l'amiral à l'état-major de la flotte d'entraînement d'automne. Durant cette période, il participe à la planification du blocus de différents ports vénézuéliens par les forces navales de puissances européennes en 1903. De 1906 à 1918, il est affecté sans interruption à la flotte de haute mer en tant qu'officier de navigation de l'escadron. Au cours de ces années, il sert sur le Wittelsbach, le Scharnhorst et le Braunschweig. En 1907, il se marie. De 1909 à 1912, Levetzow est 1er officier d'état-major d'amiral du Commandement de la flotte de haute mer. De 1912 à 1913, il commande le croiseur léger SMS Stralsund. Fin janvier 1913, Levetzow est promu capitaine et nommé commandant du croiseur de bataille SMS Moltke, qu'il commande jusqu'en 1916.
Au cours des deux premières années de la Première Guerre mondiale, Levetzow commande le Moltke. En novembre et décembre 1914, il participe aux attaques allemandes sur Yarmouth et Hartlepool. En janvier 1915, il participe à la bataille du Dogger Bank avec le Moltke et en 1916 à la bataille du Jutland.
En 1916, Levetzow est nommé chef des opérations de l'état-major de la haute mer. En 1917, il prend la direction de l'état-major du commandement de la flotte pour la conquête des îles baltes. La même année, il reçoit l'Ordre pour le mérite pour son rôle dans la planification de l'opération Albion, le débarquement amphibie dans les îles baltes. En 1918, il agit temporairement comme chef du 2e groupe de reconnaissance (petits croiseurs) de la flotte de haute mer. En août 1918, Levetzow est nommé chef d'état-major de l'état-major de guerre naval alors nouvellement formé (la fusion de l'ancien commandement naval tripartite) sous Reinhard Scheer au Grand Quartier général.
Gerhard Granier (de) caractérise Levetzow dans son étude approfondie comme une personne qui "n'était fondamentalement pas capable de réflexion stratégique", et comme un "stratège en cas de catastrophe, comme il l'était vers la fin de la guerre non pas en théorie, mais à travers l'acte doit apparaître.
En octobre 1918, il contribue à la décision de l'état-major de guerre de la marine d'ordonner à la flotte allemande de haute mer d'attaquer la grande flotte britannique. Une grande partie des équipages refuse cet ordre car ils ont compris l'inutilité de telles décisions face à la défaite imminente de l'Empire allemand. Après l'arrestation des marins qui veulent empêcher la flotte de naviguer, cela conduit ensuite au soulèvement des marins de Kiel, qui déclenche la Révolution de novembre.

### Justification du commandement naval et de Levetzow pour l'avancée prévue de la flotte
Le gouvernement de Max de Bade demande des informations sur les événements relatifs à l'avancée de la flotte qui a été empêchée. Une réunion préliminaire du commandement de la marine a lieu le 3 novembre à Wilhelmshaven. Lors de cette réunion préliminaire, il est convenu que le commandement de la guerre navale, après avoir mis fin à la guerre sous-marine illimitée, a désormais planifié l'utilisation purement militaire des sous-marins à plus grande échelle en déployant des lignes de sous-marins en demi-cercle autour des ports allemands de la mer du Nord. Afin d'attirer l'ennemi dans le cercle d'exclusion, la flotte doit faire une sortie en direction du Hoofden (nom néerlandais du sud de la mer du Nord au nord du détroit de Douvres). Si les Anglais avaient réussi à percer, cela aurait entraîné une menace pour les côtes allemandes et aurait obligé la flotte à défendre la patrie contre cette attaque,.
En raison des événements révolutionnaires, il n'y a cependant plus de discussion avec le gouvernement. L'amiral Franz von Hipper, chef de la flotte de haute mer, publie fin novembre 1918 un rapport "officiel" dans lequel il livre une nouvelle version : selon ce rapport, il était prévu de soulager l'aile droite de l'armée en entravant le ravitaillement des Anglais. Si la flotte anglaise avait alors été appelée, les sous-marins allemands préalablement mis en place auraient pu "tenter leur chance". Hipper s'est probablement senti obligé de fournir une nouvelle version, car la version de son autorité de commandement supérieure laissait en suspens la question de savoir pourquoi l'ensemble de la flotte de haute mer devait entrer en action pour l'opération qu'ils décrivaient.
Ce n'est que lors du procès du coup de poignard dans le dos à Munich (oct./nov. 1925) que les planificateurs avouent leurs véritables intentions devant le grand public. Mais Scheer a déjà fait part de ses intentions en 1919 et Levetzow a admis pour la première fois en 1924, dans le numéro d'avril des "Süddeutsche Monatshefte" , qu'il s'agit d'une véritable planification. Dans cet article, Levetzow rapporte également que l'empereur a déclaré le 26 octobre 1918, lors d'une conférence au trône de la marine, qu'il (l'empereur Guillaume II) a donné son accord à la subordination du pouvoir militaire au pouvoir civil, décidée le même jour au Reichstag. Ce faisant, Levetzow ne fournit aucune explication à cette désobéissance manifeste à son ancien chef de guerre suprême. Levetzow explique son opposition au gouvernement qui lui est désormais clairement supérieur par le fait que le gouvernement de Max de Bade s'est mal comporté et il rend notamment responsable de la défaite de l'Allemagne et de l'armistice qu'il considère comme précipité le "comportement sans patriotisme" des membres du gouvernement Payer (DVP) et Scheidemann (MSPD).
Levetzow admit ouvertement que la direction navale s'opposait au gouvernement et que les efforts de paix exigés par Ludendorff allaient être sapés.

### République de Weimar
En janvier 1920, en tant que contre-amiral, Levetzow reçoit le commandement de la station navale de la mer Baltique (de) à Kiel. En même temps, il est nommé commandant de la ville de Kiel. Lors du putsch de Kapp-Lüttwitz en mars 1920, il soutient les putschistes. Selon l'inscription de son journal officiel, il soupçonne que le président du Reich Ebert et le ministre de la Défense du Reich Noske se trouvent à Hambourg et donne l'ordre de les arrêter immédiatement s'ils arrivent à Kiel. Même après le retrait de Kapp, Levetzow permet au putsch de se poursuivre et donne l'ordre suivant aux soldats :
"Pour nous soldats, il est important de tenir tête au combat annoncé par les communistes avec tous les sacrifices pour le salut de la patrie dans un front uni en association avec la police de sécurité, les milices riveraines et l'aide technique d'urgence. " 
Après l'échec du coup d'État, il est arrêté à Lütjenburg, détenu pendant une courte période, puis libéré de la marine du Reich.
De 1924 à 1926, Levetzow travaille pour les compagnies aériennes de la société Junkers. Pendant ce temps, il s'engage pour la restitution de l'ancien empereur allemand Guillaume II, qui vit en exil aux Pays-Bas.
En 1928, il reçoit une allocation mensuelle de 2 000 reichsmarks (pouvoir d'achat actuel d'environ 15 000 €) pour ses efforts de coordination des groupes nationaux. En 1929/30, Levetzow participe à l'organisation du référendum contre le Plan Young (de). Dans le même temps, il prévoit de promouvoir l'ancien chancelier Wilhelm Cuno comme candidat au poste de président du Reich, dont la réélection est prévue en 1932, initiative pour laquelle il réussit à convaincre brièvement Hitler, entre autres.
En 1931, Levetzow rejoint le Parti national-socialiste des travailleurs allemands (NSDAP), avec lequel il est en contact étroit depuis 1928. En janvier 1931 et mai 1932, il organise deux voyages d'Hermann Göring chez l'ancien empereur à Doorn, et à l'automne 1932, Hitler rencontre la princesse Hermine, l'épouse de l'ancien empereur, à Berlin. À l'approche des élections présidentielles de 1932, Levetzow préconise Hitler comme candidat au poste. Dans le même temps, lui et l'ex-empereur deviennent de plus en plus éloignés l'un de l'autre et, en décembre 1932, Guillaume II tourne le dos à Levetzow.
Lors des élections du Reichstag de juillet 1932, Levetzow entre au Reichstag sur la proposition d'élection du Reich du NSDAP, dont il est député jusqu'en novembre 1933.

### Socialisme national
Le 15 Février 1933, peu de temps après le transfert du pouvoir aux nationaux-socialistes, Levetzow est nommé comme successeur de Kurt Melcher (de) au poste de chef de la police à Berlin. Dans cette fonction, il joue un rôle clé dans la mise au pas de la police berlinoise et la constitution de la Gestapo. Son subordonné le plus important ici est Rudolf Diels. De plus, von Levetzow partage la responsabilité des camps de garde de protection sauvage au printemps 1933. Dès janvier 1934, cependant, il manque d'influence pour empêcher la perturbation contrôlée par les nationaux-socialistes d'une célébration monarchiste.
Les émeutes du Kurfürstendamm de 1935 (de), au cours desquelles des nationaux-socialistes radicaux battent des Juifs qu'ils ont auparavant chassés de cafés dans la rue, attirent une grande attention internationale. La direction nationale-socialiste est bouleversée. Goebbels, qui a aidé à organiser cela, se retire habilement de l'affaire et se décharge de la responsabilité sur Levetzow, que les journaux de Goebbels blâment pour les émeutes. En juillet 1935, Levetzow est démis de ses fonctions de chef de la police et remplacé par le chef du groupe SA Berlin-Brandebourg (de), Wolf-Heinrich von Helldorff. Goebbels peut ainsi se présenter chez lui et à l'étranger comme un dirigeant qui nettoie son district et a organisé une répression de la part de la direction de l'État, qui prend ses distances avec les émeutes. Dans les dernières années de sa vie, Levetzow se voit confier la direction des travaux berlinois de la société Weser-Flugzeugbau.
Levetzow est mort à Berlin en 1939. Sa tombe se trouve au cimetière de Stahnsdorf près de Berlin. Sa succession est conservée aux Archives fédérales sous le numéro d'identification "N 239".

## Décorations
- Ordre du Mérite militaire bavarois de 3e classe avec couronne et épées[19]
- Croix d'Honneur de l'ordre de la Couronne de Wurtemberg[20]
- Croix de fer (1914) de 2e et 1re classe[19]
- Croix de Frédéric-Auguste de 2e et 1re classe[19]
- Croix hanséatique de Hambourg[19]
- Commandeur de l'ordre de François-Joseph[20]
- Ordre de la Couronne de 2e classe avec épées[19]
- Croix de décoration de service prussien[20]
- Croix de chevalier de 1re classe de l'ordre d'Albert avec couronne et épées[19]
- Croix de chevalier de l'ordre de la maison royale de Hohenzollern avec épées[19]
- Ordre de l'Aigle rouge de 3e classe avec boucle[20]

## Publications
- Der letzte Akt. In: Süddeutsche Monatshefte. Jg. 21 (1924), Heft 7 S. 55–71.
- Die Seeschlacht an der Doggerbank. Neudeutsche Verlags- u. Treuhand-Gesellschaft, Berlin 1927.
- Skagerrak. Der Ruhmestag der Deutschen Flotte. 1935.
- Wie schütze ich mich vor Falschgeld?, gemeinsam mit Erich Liebermann v. Sonnenberg, Langewort Verlag Berlin Lichterfelde 1935.